# Kościół Najświętszej Maryi Panny Królowej Polski w Opocznie
Kościół Najświętszej Maryi Panny Królowej Polski w Opocznie – rzymskokatolicki kościół parafialny należący do parafii pod tym samym wezwaniem (dekanat opoczyński diecezji radomskiej).
Jest to świątynia zaprojektowana przez architekta Lecha Stolle z Opoczna. Wybudowana została dzięki funduszom Urzędu Miasta (pierwotnie była planowana jako kaplica przedpogrzebowa) w latach 1993–1995 przez Przedsiębiorstwo Gospodarki Komunalnej. Formalnie została przekazana nowej parafii w 1997 roku. Świątynia jest budowlą jednonawową, wybudowaną z czerwonej cegły. Do 27 listopada 2015 roku kościół nosił wezwanie Nawiedzenia Najświętszej Maryi Panny.